# Phycosoma spundana
Phycosoma spundana là một loài nhện trong họ Theridiidae.
Loài này thuộc chi Phycosoma. Phycosoma spundana được Michael J. Roberts miêu tả năm 1978.